# Menticirrhus littoralis
Menticirrhus littoralis is een straalvinnige vis uit de familie van ombervissen (Sciaenidae) en behoort derhalve tot de orde van baarsachtigen (Perciformes). De vis kan maximaal 48 cm lang en 1380 gram zwaar worden.

## Leefomgeving
Menticirrhus littoralis komt in zeewater en brak water voor. De vis prefereert een subtropisch klimaat en leeft hoofdzakelijk in de Atlantische Oceaan. De diepteverspreiding is 0 tot 10 m onder het wateroppervlak.

## Relatie tot de mens
Menticirrhus littoralis is voor de visserij van beperkt commercieel belang. In de hengelsport wordt er weinig op de vis gejaagd.